# Sechs Kronen
Sechs Kronen ist das zweite Mixtape des deutschen Rappers Kalim. Es erschien am 29. August 2014 über das Label Alles oder Nix Records.

## Entstehung und Veröffentlichung
Nachdem Kalim im Jahr 2011 sein erstes Mixtape Wo ich wohn veröffentlicht hatte, wurde Sohail Sadat, der Labelmanager von Alles oder Nix Records, auf ihn aufmerksam. Ende 2011 unterschrieb Kalim einen Vertrag bei dem Bonner Label, im Anschluss veröffentlichte er einige Freetracks und war als Gastmusiker auf Songs seiner Labelkollegen zu hören. Im Juli 2014 erschien dann mit Stadtrundfahrt die erste Videoauskopplung zum Mixtape Sechs Kronen. Nachdem mit Hohlspitzgeschosse und Nein, leider niemals! zwei weitere Songs als Videoauskopplung erschienen waren, wurde Sechs Kronen schließlich am 29. August 2014 digital sowie auf CD veröffentlicht.
Das Mixtapecover wurde vom Hamburger Grafiker Adopekid entworfen.
Der Name Sechs Kronen bezieht sich auf die Bewertungs-Skala des deutschen Hip-Hop-Magazins Juice. Das Magazin vergab bei Albumrezensionen eine Bewertung von einer bis sechs Kronen, wobei sechs Kronen die Bestnote darstellte. Kalim begründete die Wahl des Albumtitels mit seinem Ehrgeiz, ein herausragendes Album zu erschaffen und sagte: „In der Regel werden nur Mainstream-Rapper mit sechs Kronen ausgezeichnet. Ich wollte ein Zeichen setzen, dass Straßenrap auch mal die Höchstwertung verdient hätte.“ Da die Juice ihre Kronen-Skala nur bei Alben, jedoch nicht bei Mixtapes verwendete, wurde an Sechs Kronen jedoch keine Kronen-Wertung vergeben.

## Musik und Inhalt
An der Entstehung von Sechs Kronen waren die Produzenten Bawer (ehemals Daniel Crates), Gee Futuristic, Reaf und Crooky Jazz beteiligt. Die meisten Instrumentals stammen dabei von Bawer, der an sieben Produktionen mitwirkte. Die Instrumentals orientieren sich stark am Hip-Hop der 90er-Jahre und dabei vor allem an Westcoast-Hip-Hop und G-Funk. In einem Interview nannte Kalim das Album Doggystyle von Snoop Dogg als große Inspirationsquelle.
Inhaltlich behandelt Kalim auf dem Mixtape typische Straßenrap-Themen wie Kriminalität, Drogenhandel und das Leben in einem Problembezirk. Der in Hamburg-Billstedt aufgewachsene Kalim bezieht sich in den Texten zudem häufig auf seine Heimatstadt, die er „Hammaburg“ nennt.

## Titelliste
| #  | Titel                               | Produzenten    | Länge |
| -- | ----------------------------------- | -------------- | ----- |
| 1  | Intro                               | Gee Futuristic | 1:31  |
| 2  | Stadtrundfahrt                      | Bawer, Reaf    | 2:53  |
| 3  | Skit (feat. Xatar)                  | Bawer          | 0:57  |
| 4  | BKA (feat. Xatar)                   | Bawer, Reaf    | 2:44  |
| 5  | Hohlspitzgeschosse                  | Bawer          | 2:49  |
| 6  | Chivas                              | Gee Futuristic | 2:25  |
| 7  | Stiefvaterstaat (feat. Mista Malik) | Crooky Jazz    | 2:31  |
| 8  | Mach nicht auf teuer                | Bawer          | 2:50  |
| 9  | 1995                                | Gee Futuristic | 2:15  |
| 10 | Zuu viel (feat. Xatar)              | Bawer          | 2:27  |
| 11 | Nein, leider niemals! (feat. SSIO)  | Gee Futuristic | 2:42  |
| 12 | Hauptsache es läuft (feat. Nate57)  | Crooky Jazz    | 2:36  |
| 13 | Dichter und Denker                  | Bawer          | 2:43  |

## Rezeption
Thomas Haas vom Online-Musikmagazin Laut.de bewertete Sechs Kronen mit vier von fünf Sternen. Das Album sei inhaltlich „wenig innovativ“, jedoch sehr gut umgesetzt: „Jede Silbe sitzt absolut on point, seine Flows sind unfassbar abgeklärt, ohne im Monotonen zu verlaufen.“ Zudem hob der Rezensent die Instrumentals positiv hervor.
Auch Phil Weichert von Rap.de äußerte sich positiv zum Mixtape: „Die Beats […] sind durchweg von höchster Qualität und sorgen in Zusammenarbeit mit Kalims prägnantem, trockenen Flow für ein sehr stabiles Debüt.“

## Chartplatzierungen
Sechs Kronen erreichte in der Chartwoche des 12. September 2014 Platz 30 der deutschen Albumcharts. In Österreich schaffte es das Mixtape auf Platz 49 und in der Schweiz auf Platz 32 der Charts.
| ChartsChartplatzierungen | Höchstplatzierung | Wochen |
| ------------------------ | ----------------- | ------ |
| Deutschland (GfK)        | 30 (1 Wo.)        | 1      |
| Österreich (Ö3)          | 49 (1 Wo.)        | 1      |
| Schweiz (IFPI)           | 32 (1 Wo.)        | 1      |